# نزاع جیمون و سانمون

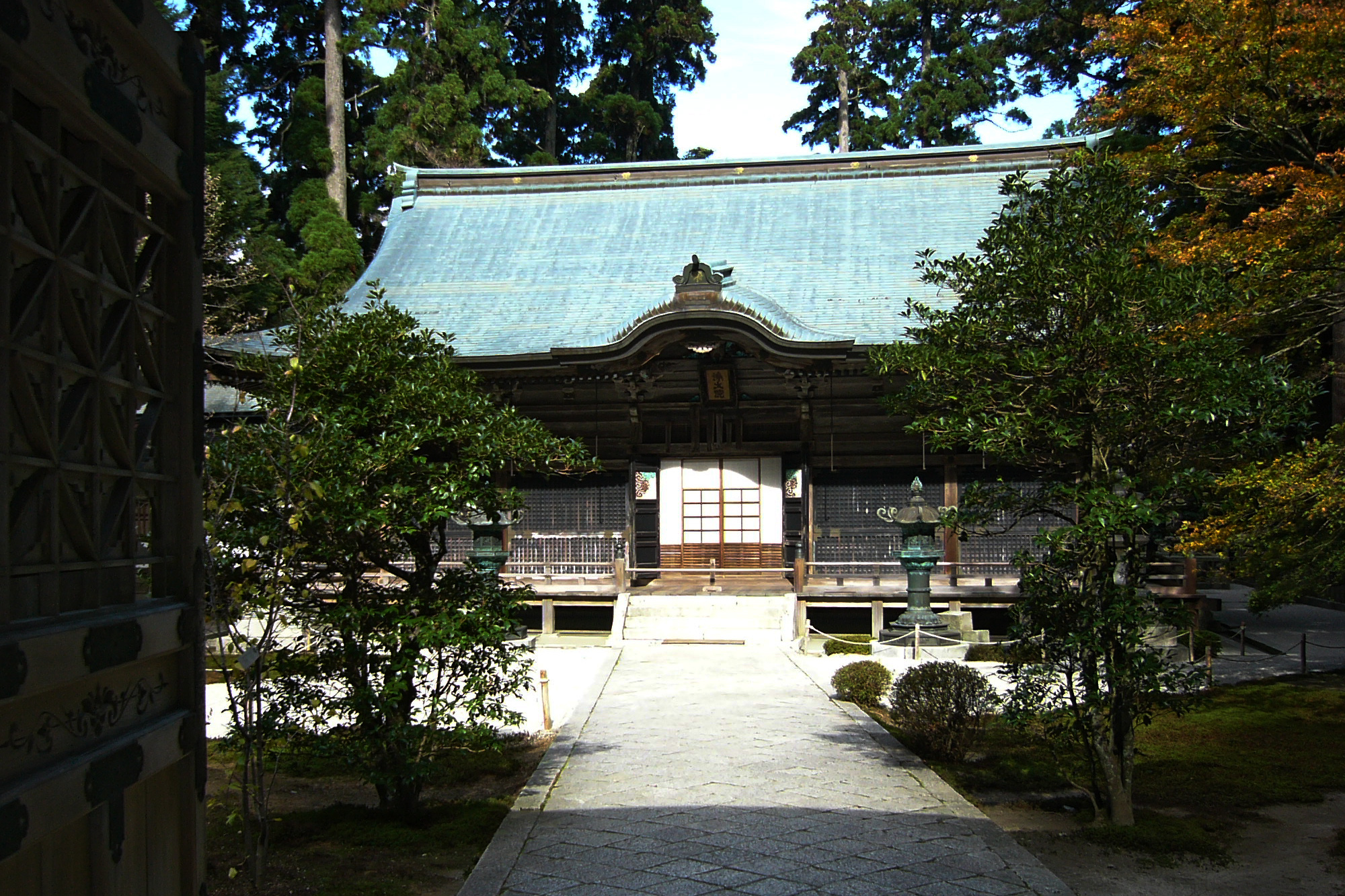
معبد انریاکو در قله کوه هیئی

نزاع جیمون و سانمون (انگلیسی: Jimon and Sanmon)، که به نزاع بین پیروان انچین و انین نیز شناخته می‌شوند، نزاع بین شاخه‌های رقیب فرقه تندای بودایی بود. این دو فرقه در قرن نهم ایجاد شدند و مقر آنها در کوه هیئی درست در خارج از کیوتو قرار داشت.
معبد اصلی جیمون معبد اونجو، در پای کوه هیئی، و فرقه سانمون در معبد انریاکو، در قله کوه مستقر بود.
منشأ انشقاق با رقابت بین دودمان دو شاگرد بنیان‌گذار بودیسم تندای، سایچو، به نام‌های انین و انچین، بر سر اینکه چه کسی زاسو (座主، "ابات") معبد انریاکو باشد، به جای اینکه بر اساس نظرهای متفاوت در مورد عقاید یا آموزه‌ها باشد، آغاز شد.. پس از مرگ انچین در سال ۸۹۱، این رقابت عمیق‌تر شد و تا سال ۹۲۳، هجدهمین راهب، ریوگن، این رقابت را شعله ورتر کرد، زیرا او به دنبال تحکیم تسلط دودمان انین نه تنها بر انریاکو، بلکه به عنوان تنها نماینده فرقه تندای در دربار امپراتوری بود. به عنوان مثال، در مناظره اووا در سال ۹۶۳، طرف تندای مناظره شامل ریوگن و یاران نزدیکش در یک اصل و نسب بود، علیرغم اینکه راهبان واجد شرایط و برجسته‌تری از فرقه تندای در دسترس بودند.
در قرن یازدهم، زمانی که جناح سانمون، جناح جیمون را از محراب فرمان در کوه هیئی بیرون کرد، درگیری بین دو جناح تعیین‌کننده شد و راهبان و جنگجویان مسلح که توسط یکدیگر حمایت می‌شدند، بارها از زور استفاده کردند. به ویژه، سانبوشی فرقه سانمون، که تعداد زیادی از راهب مسلح داشت، معبد اونجو را مکرراً به آتش کشیدند. پس از آن، درگیری بین دو جناح درگیر جنگ قدرت بین خانواده‌های سامورایی شد که به دنبال کنترل معابدی بودند که بر آنها قدرت داشتند و در اواخر دوره هی آن آنها به دو خاندان میناموتو و خاندان تایرا تقسیم شدند و علیه یکدیگر جنگیدند.